# Myiornis
Myiornis är ett fågelsläkte i familjen tyranner inom ordningen tättingar.

## Arter i släktet
Släktet omfattar fyra arter med utbredning från Costa Rica till nordöstra Argentina:
- Örontodityrann (M. auricularis)
- Vitbukig todityrann (M. albiventris)
- Svartkronad todityrann (M. atricapillus)
- Stubbstjärtad todityrann (M. ecaudatus)

## Familjetillhörighet
Släktet behandlas vanligen som en del av familjen tyranner. Vissa taxonomiska auktoriteter har dock valt att dela upp tyrannerna i flera familjer efter DNA-studier som att tyrannerna består av fem klader som skildes åt redan under oligocen. Myiornis förs då till familjen Pipromorphidae.